# Fibropapillomatose

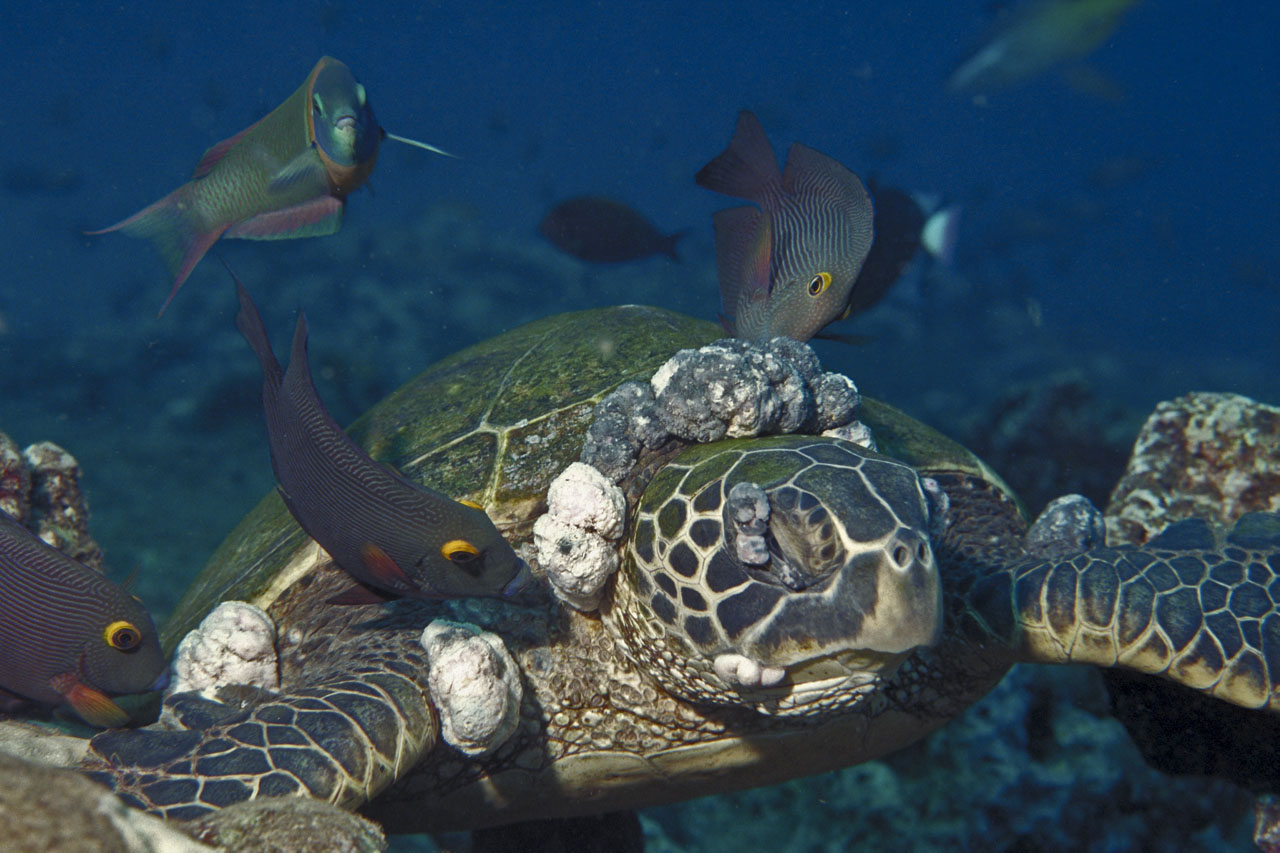
Tortue avec la maladie

La fibropapillomatose (FP) est une maladie de peau qui touche les tortues marines. Elle serait occasionnée par un virus, le Sea Turtle Papillomavirus, qui pourrait être du type herpès.
La maladie, autrefois rare, est devenue commune. Des prélèvements récents provenant des îles hawaïennes montrent que plus de 90 % des tortues vertes de cette zone présentent les symptômes de la maladie. Il est probable que l'augmentation de l'occurrence de la maladie est due aux pollutions générées par les activités humaines.